# Eaten Alive – Invasion der Killer-Insekten
Eaten Alive – Invasion der Killer-Insekten (Original: Infested) ist ein US-amerikanischer Horrorfilm aus dem Jahr 2002. Regie führte Josh Olson, der auch das Drehbuch schrieb.

## Handlung
Nach dem mysteriösen Tod ihres alten Schulfreundes Steven trifft sich dessen alte Clique, eine Gruppe von Yuppies in den Mittdreißigern, bei seiner Beerdigung in der Heimatstadt wieder. Die acht äußerst erfolgreichen Weggefährten von einst, die sich zum Teil seit Jahren nicht mehr gesehen haben, verbringen das Wochenende im abgelegenen Ferienhaus von Carl und Ellen, wo der Verstorbene zuvor im Garten beigesetzt wurde. Die Trauergäste ahnen jedoch nicht, dass das Anwesen mit einer Brut mutierter und angriffslustiger Fliegen verseucht ist, die Menschenfleisch als Nahrung benötigen.
In dieser friedlichen Idylle überwiegt die Wiedersehensfreude, man besinnt sich bald an die guten alten Zeiten, frischt längst vergessene Erinnerungen und alte Liebschaften neu auf. Doch die Stimmung schlägt plötzlich um, als wenig später die ersten der Trauernden von einem aggressiven Fliegenschwarm angegriffen werden, der sich in den Körpern der Opfer einnistet, dort neue Eier legt und den Wirt zu einem willenlosen, mörderischen Monster verwandelt.
Mindy, ihr erstes Opfer, und Carl greifen bald die restliche und gewarnte Gruppe an, um sie ebenfalls zu infizieren. Die schockierten Gäste versuchen sich kurzzeitig den unmenschlichen Wesen im Kampf stellen, müssen allerdings erkennen, dass sie chancenlos sind. Daraufhin verbarrikadieren sich die fünf Überlebenden in dem Landhaus, ohne Hilfe kontaktieren zu können. Ihre Zuflucht wird zu einer Todesfalle.
Ellen und Elliot entdecken eher zufällig, dass diese Fliegen äußerst empfindlich auf Licht und Musik reagieren. Dennoch dezimiert sich die Anzahl der Schulfreunde rapide, nachdem sie nach und nach ihren mutierten Kameraden bzw. deren tödlichen Fliegen zum Opfer fallen. Bei Einbruch der Nacht versuchen die beiden letzten Überlebenden Jesse, die Freundin des verstorbenen Steven, und Eric, ein drogenbetäubter Lebemann, die Kreaturen mit Musik anzulocken, um diese dann in einer gewaltigen Explosion wirksam zu bekämpfen. Bevor es jedoch dazu kommt, tritt am Ende des Films ihr totgeglaubter Schulfreund Steven auf, der am Anfang des Films beerdigt wurde, und tötet Eric.
Steven offenbart sich seiner traumatisierten Freundin Jesse, der nunmehr einzigen Überlebenden als Initiator der Insektenplage. Sein Ziel ist es, sich an seinen ehemaligen Schulkameraden, die er für unverbesserliche Yuppies hält, zu rächen und so der Welt einen Dienst zu erweisen. Jesse nutzt diese Ansprache ihres Ex-Freundes zur Flucht, bringt jedoch noch vorher das Anwesen mit allen infiziertem Ungetüm zur Explosion. Am Ende des Films flüchtet Jesse kraftlos in die Obhut des ansässigen Paters, der sie unter Tränen und lautem Geschrei urplötzlich festhält; er scheinbar ebenfalls infiziert zu sein. Eine Klärung bleibt der Film an dieser Stelle schuldig, vielmehr überlässt der Streifen den Ausgang des Films der Fantasie des Betrachters.

## Kritiken
„Kaum eine Untergattung des Horrorgenres profitiert derart von CGI-Technologie wie der Tierhorror: Nach Schlangen, Krokodilen, Schaben und Spinnen stiften jetzt Fliegen Kahlschlag in einer Yuppieriege. Zitate von Tanz der Teufel über Bodysnatchers bis zur Nacht der lebenden Toten deuten auf Überzeugungstäter hinter der Kamera, während davor u. a. Zach Galligan (Gremlins) und Amy Jo Johnson (Mighty Morphin Power Rangers) alle Klischeeregister ziehen. Ein kurzweiliges Vergnügen.“

„Billigster Horror nach gängigem Schema. Schlechte Computereffekte verbinden das Nichts an Geschichte zu einem extrem uninspirierten Tier-Horrorfilm.“